# Adolf Glaßbrenner

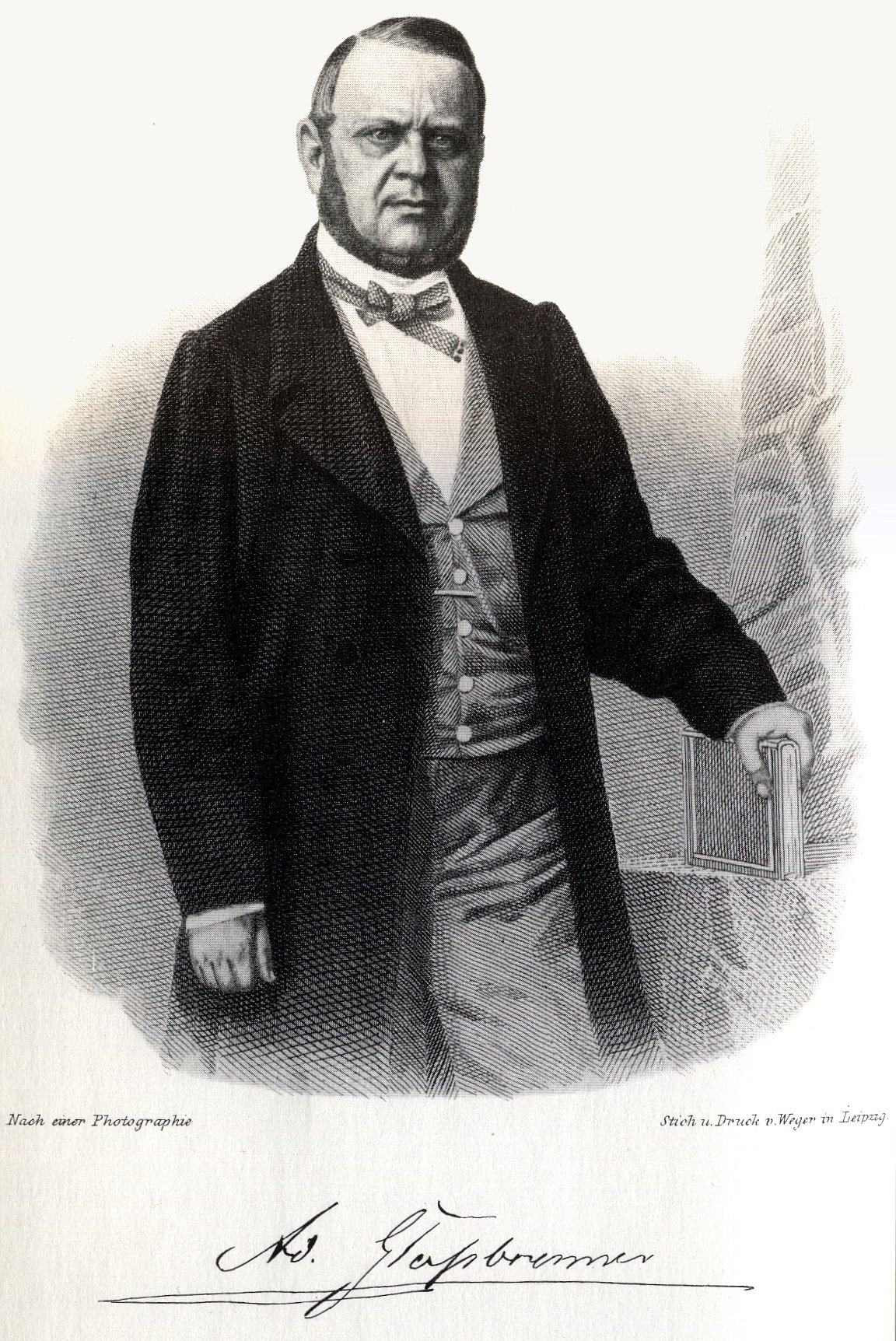
Retrato de Adolf Glaßbrenner (fecha desconocida).

Adolf Glaßbrenner (Berlín, 27 de marzo de 1810 - Berlín, 25 de septiembre de 1876) fue un escritor satírico y periodista alemán.

## Obra
- Berlin wie es ist und – trinkt. 30 Hefte, 1832–1850
- Aus den Papieren eines Hingerichteten, 1834
- Bilder und Träume aus Wien, 1836
- Deutsches Liederbuch, 1837
- Buntes Berlin. 14 Hefte, 1837–1853
- Aus dem Leben eines Gespenstes, 1838
- Berliner Erzählungen und Lebensbilder, 1838
- Herr Buffey in der Berliner Kunstausstellung, 4 vol., 1838/39
- Die Berliner Gewerbe-Ausstellung, 1844
- Verbotene Lieder, (Gedichte), 1844
- Neuer Reineke Fuchs, 1846
- Komischer Volkskalender, 1846–1867
- März-Almanach, 1849
- Kaspar der Mensch, 1850 (Komödie)
- Lachende Kinder, 1850
- Lustige Fibel, 1850
- Die Insel Marzipan, 1851 (Ein 5 Abend-Märchen) Text und Lesung
- Komische Tausend und Eine Nacht, 1854
- Sprechende Thiere, 1854 (Digitalisat)
- Die verkehrte Welt, 1855 (Gedicht)
- Humoristische Plauderstunden, 1855